# Tasmanbaai

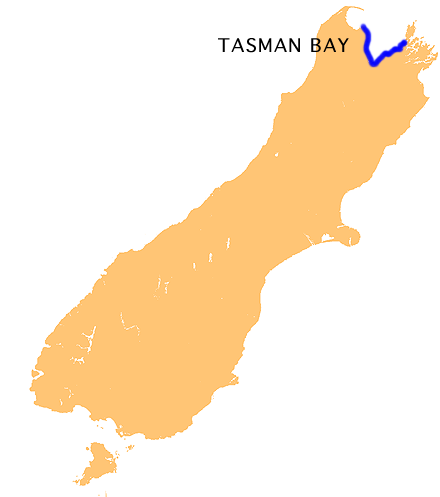
De Tasmanbaai op het Zuidereiland van Nieuw-Zeeland

De Tasmanbaai is een 120 km grote V-vormige baai in het noorden van het het Zuidereiland van Nieuw-Zeeland. Op het breedste punt is de Tasmanbaai 75 km breed. De Tasmanbaai is onderdeel van de Tasmanzee en ligt in de gelijknamige regio Tasman. De baai, zee en regio zijn genoemd naar de ontdekker Abel Tasman.